# Media Dreams
Media Dreams ist ein Jazzalbum von Sun Ra & His Arkestra. Die im Januar 1978 in Italien entstandenen Aufnahmen erschienen 1978 als Langspielplatte auf El Saturn Records. Nach einer Vinyl-Neuauflage des Original-Albums 2004 legte das britische Label Art Yard 2008 eine erweiterte Fassung auf zwei Compact Discs vor. 2022 wurde diese Edition geringfügig überarbeitet bei Enterplanetary Koncepts wiederveröffentlicht.

## Hintergrund
Sun Ra verbrachte einen Teil des Winters 1977/78 in Italien „auf einer musikalischen Odyssee“, schrieb Irwin Chusid in den Liner Notes der Neuausgabe des Albums von 2022. Möglicherweise hat er zwei Reisen oder einen längeren Aufenthalt unternommen – die Aussagen dazu variieren. Aber seine kreative Aktivität in dieser kurzen Zeit war erstaunlich: ein Klavierkonzert, das im November 1977 in Venedig aufgenommen wurde (Piano Recital: Teatro La Fenice, Venezia), erschienen 2003; des Weiteren spielte der Bandleader in Quartettbesetzung zwei Studioalben für das Label Horo im Januar 1978 ein, Other Voices, Other Blues und New Steps, Sun Ra selbst an den Tasteninstrumenten, mit Michael Ray (Trompete), John Gilmore (Tenorsaxophon) und Luqman Ali am Schlagzeug.
Trompeter Michael Ray war zu dieser Zeit gerade neu bei Sun Ra; ein weiterer Neuzugang, Schlagzeuger Luqman Ali, war bereits Anfang 1977 dem Arkestra beigetreten. Sun Ra spielte Flügel und die eigenwillige (und kurzlebige) elektronische Mainman-Konsole des italienischen Herstellers Crumar. Gilmore wechselte auch ans Schlagzeug, und alle sangen (obwohl die meisten Aufnahmen in Italien instrumental sind). In gleicher Besetzung entstand am 23. Januar der Mitschnitt des Konzerts im Teatro Ciak in Mailand, veröffentlicht als Disco 3000. Neben Disco 3000 entstand weiteres Material für Alben, die auf Sun Ras eigenen Saturn-Label erschienen, Media Dreams und die Seite B von Sound Mirror.
Media Dreams ist, ebenso wie der Mitschnitt aus dem Mailänder Teatro Ciak, eine Live-Aufnahme und damit so etwas wie ein Begleiter von Disco 3000, so Chusid, mit dem Unterschied, dass der Aufnahmeort des letzteren bekannt ist, der Ort des ersteren jedoch nicht. Die ursprüngliche Saturn-LP aus dem Jahr 1978 enthielt sechs Stücke – auf Seite A „Saturn Research“, „Constellation“ und „Yera [sic] Of the Sun“; auf Seite B „Media Dreams“, „Twigs at Twilight“ und „An Unbeknowneth Love“. Dabei war „Constellation“ völlig anders als das gleichnamige Stück auf Other Voices, Other Blues. Die Saturn-LP ist auch unter den Titeln Media Dream und Saturn Research mit unterschiedlich gestaltetem Cover erschienen.
Fast 30 Jahre später tauchten weitere Konzertbänder auf, die dem britischen Label Art Yard genug Material für eine aus 13 Tracks bestehende 2-CD-Edition lieferten, die 2008 erschien. Dabei war das ursprüngliche Album auf der ersten CD angeordnet, die neu entdeckten Stücke auf der zweiten CD. Als die Lizenz von Art Yard nach 2020 auslief, fielen die Rechte an die Sun Ra LLC zurück, und die digitale Veröffentlichung von 2022 ist die aktuelle Iteration des Mitschnitts. Es gebe jedoch kleine Unterschiede in den beiden Editionen, so Irwin Chusid.
Die späteren Entdeckungen von weiterem Bandmaterial enthüllten, dass der Saturn-Track „Twigs at Twilight“ mit das Tenorsaxophonsspiel von John Gilmore tatsächlich ein Auszug aus Sun Ras Evergreen „Images“ war (ein Werk, das aus seiner Zeit in Chicago in den späten 1950er-Jahren stammte). Für die digitale Neuauflage von 2022 wird „Twigs“ (das auf der Art Yard-CD enthalten war) durch das vollständige „Images“ ersetzt. „An Unbeknowneth Love“ war auf der Saturn-LP nur gekürzt enthalten; diese gekürzte Version sowie die später entdeckte Vollversion waren beide auf der Art Yard-Doppel-CD enthalten. Die Produzenten Chusid und Anderson haben für die Edition von 2022 nur die Vollversion aufgenommen. „Of Other Tomorrows Never Known“ erschien ursprünglich auf der Saturn-LP Sound Mirror; Art Yard fügte es ihrer 2-CD-Ausgabe hinzu, und die Edition von 2022 folgt diesem Vorgehen. Schließlich wurden „Space Is the Place“ und eine kurze Eröffnungspassage von „The Shadow World“ als zwei Tracks in der Ausgabe von Art Yard aufgeführt, aber sie wurden untrennbar aufgeführt und sind 2022 daher als Medley aufgeführt.

## Titelliste
- Sun Ra: Media Dreams (El Saturn Records 1978)[5]

A1 Saturn Research

A2 Constellation

A3 Yera Of the Sun

B1 Media Dreams

B2 Twigs at Twilight

B3 An Unbeknowneth Love

- Sun Ra: Media Dreams (Art Yard 002) [Ausgabe 2008]

CD 1
1. Saturn Research 3:03
2. Constellation 13:30
3. Yera Of the Sun 4:36
4. Media Dreams 13:39
5. Twigs at Twilight 7:23
6. An Unbeknowneth Love 4:41

CD 2
1. Friendly Galaxy 8:07
2. An Unbeknowneth Love 5:47
3. Of Other Tomorrows Never Known 8:09
4. Images 13:41
5. The Truth About Planet Earth 6:57
6. Space Is the Place 3:45
7. The Shadow World 2:47

- Sun Ra: Media Dreams (Expanded) (Enterplanetary Koncepts) [Ausgabe 2022]

1. Saturn Research 2:57
2. Constellation 13:27
3. Yera Of the Sun 4:34
4. Media Dreams 13:39
5. Friendly Galaxy 7:51
6. An Unbeknowneth Love (Complete) 5:48
7. Of Other Tomorrows Never Known 8:11
8. Images (including Twigs at Twilight) 13:41
9. The Truth About Planet Earth 6:56
10. Space Is the Place / The Shadow World 6:32

Die Kompositionen stammen von Sun Ra.

## Rezeption
John Szwed schrieb 1997 in seiner Biografie Space Is the Place: Sun Ra „nahm zu Beginn des Jahres 1978 ein Quartett … mit nach Italien, und trotz seiner Bedenken gegenüber kleinen Bands produzierten sie einige Konzert- und Studioaufnahmen, die zu den interessantesten und am wenigsten bekannten aus dem Schaffen von Sun Ra gehören.“ Für Szwed ist Media Dreams ein Orgelalbum, aber „ohne offensichtliche Bezüge zur Tradition der Jazz-Orgel.“ Nach Ansicht von Irwin Chusid bieten „diese [in Italien entstandenen] Projekte eine einzigartige Gelegenheit – nie zuvor, nie danach –, Sun Ras Musik live von einem Quartett statt solo oder mit einer Iteration des legendären Arkestra zu hören.“ Disco 3000 sei zwar besser aufgenommen, aber Media Dreams werde Sun-Ra-Fans nicht enttäuschen, „die es besser wissen, als Rudy-Van-Gelder-Perfektion aus dem Saturn-Katalog zu erwarten.“
Sean Westergaard verlieh dem Album in Allmusic drei Sterne und schrieb, Media Dreams sei eine größtenteils freie Live-Aufnahme, wobei „Constellation“ und „Media Dreams“ die einzigen Stücke sind, die vorher komponiert zu sein scheinen (sie sind auch die längsten Titel auf dem Album). Das Album beginne mit einem Keyboard-Showcase, bei dem Ra einige sehr tiefe Töne zusammen mit einer recht mulmig klingenden Orgel liefere. Dann gehe es weiter zu „Constellation“, das einen großartigen, [aber] wirklich kitschigen Rhythmus habe, dank dem [von Sun Ra gespielten] Crumar-Synthesizer [und der] Rhythmus-Maschine, und exzellente Soli von allen, besonders von John Gilmore. „Media Dreams“ fange wirklich hübsch an und klinge dann zunehmend ausgeflippter. Die restlichen Tracks sein im Grunde Solo-Plattformen für alle Musiker.